# Stipsdorf
Stipsdorf ist eine Gemeinde im Kreis Segeberg in Schleswig-Holstein. Quaalerteich liegt im Gemeindegebiet.

## Geografie und Verkehr

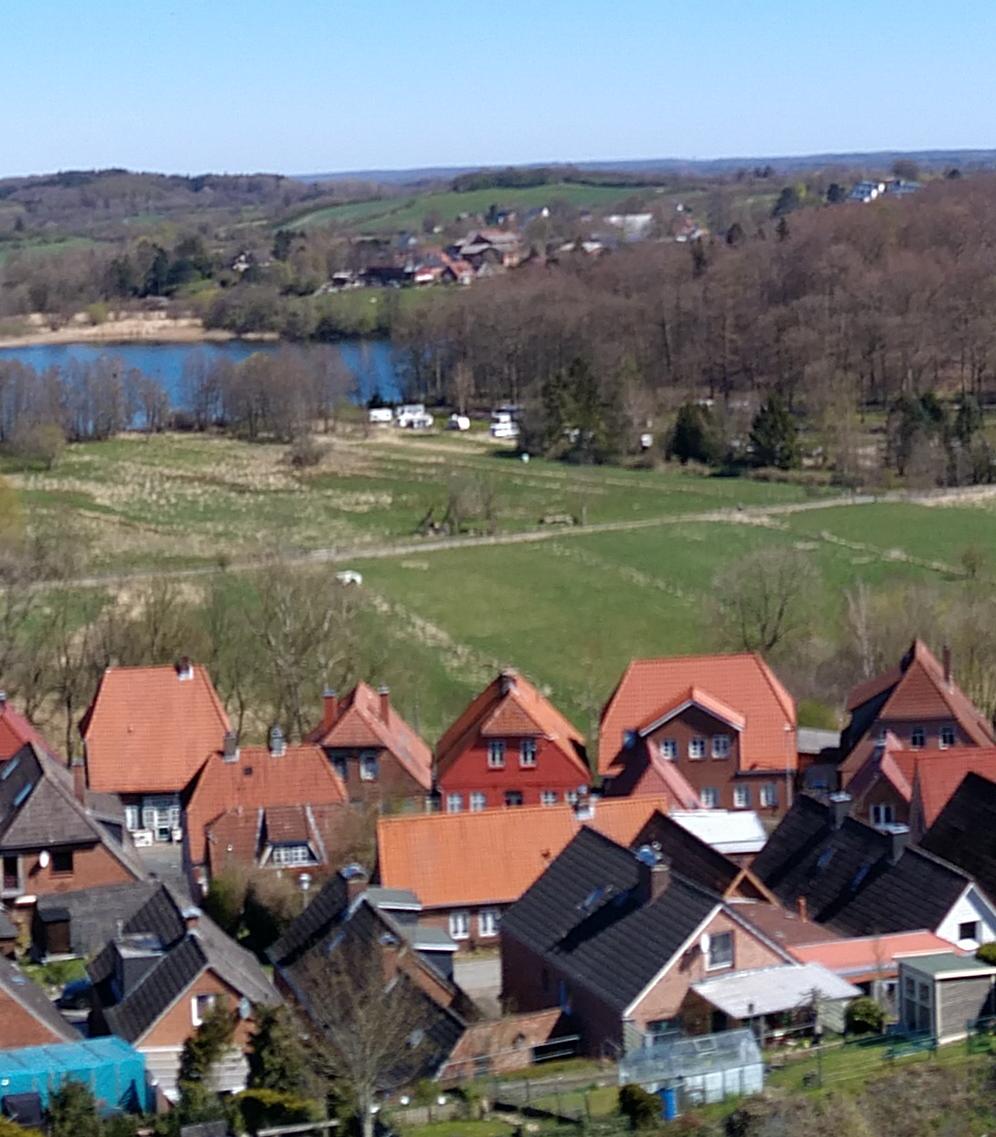
Blick auf Stipsdorf vom Kalkberg

Stipsdorf liegt direkt bei Bad Segeberg zwischen dem Großen Segeberger See und den Stipsdorfer Alpen, deren höchste Erhebung auf Gemeindegebiet der Moosberg mit 82 Metern ist. Die Gemeinde liegt im Naturpark Holsteinische Schweiz.
Zu erreichen ist Stipsdorf über die Bundesstraße 206 von Bad Segeberg nach Lübeck oder die Bundesstraße 432 von Bad Segeberg nach Scharbeutz.

## Geschichte
Die von Wenden gegründete Siedlung wurde 1177 erstmals urkundlich erwähnt und hieß ursprünglich Stubbekesthorp. Stipsdorf gehört zu den Segeberger Burgdörfern.

## Politik

### Gemeindevertretung
Bei der Kommunalwahl 2023 errang die Kommunale Wählergemeinschaft Stipsdorf erneut alle neun Sitze in der Gemeindevertretung. Die Wahlbeteiligung betrug 62,2 Prozent.

## Wappen
Blasonierung: „In Silber über silbernem, mit zwei blauen Wellenfäden belegtem Wellenschildfuß ein grüner Dreiberg, darüber ein grüner Rotdornzweig mit vier roten Beeren.“